# Erraid
L'isola di Erraid (in inglese: Isle of Erraid; in gaelico scozzese: Eilean Earraid) o semplicemente Erraid è un'isola tidale di 0,72 km² della Scozia nord-occidentale, facente parte dell'arcipelago delle Ebridi Interne e dell'area amministrativa dell'Argyll e Bute.
L'isola è di proprietà della Findhorn Foundation.

## Geografia
Erraid è situata ad ovest dell'isola di Mull, con la quale è unita con la bassa marea, e dista circa 5 miglia da Fionnphort.

## Clima
L'isola è nota come uno dei luoghi più soleggiati della costa occidentale della Scozia.

## Storia
I primi insediamenti sull'isola risalgono almeno al 300 d.C.
Resti di epoca successiva dimostrano poi la presenza di popolazioni di lingua gaelica.
Intorno alla metà del XIX secolo, sull'isola era rimasto un unico edificio, abitato da una famiglia dedita alla pesca.
Nel 1977, Erraid fu acquistata da una famiglia olandese, i Van der Sluis, i quali in seguito cedettero l'isola alla Findhorn Foundation.

## Monumenti e luoghi d'interesse

### Faro di Dhu Heartach
Sull'isolotto roccioso di Dhu Heartach, situato a 15 miglia dalla costa di Erraid, si erge il faro di Dhu Heartach, costruito nella second metà del XIX secolo.

## Erraid nella cultura di massa
- L'isola è menzionata nel romanzo di Robert Louis Stevenson Kidnapped[1][2]